# Kong Bukseløs
Kong Bukseløs er en dansk film fra 1915.

## Medvirkende
- Oscar Stribolt – Paludan Plum, digter
- Carl Schenstrøm -Adam Brink, skuespiller
- Agnes Andersen – Bella, en livlig pige
- Frederik Buch – En skomagerdreng
- Franz Skondrup